# Екстрактор
Екстра́ктор (рос. экстрактор, англ. extractor, extraction unit, extraction apparatus,нім. Extraktor m, Extrakteur m, Auszieher m, Extrakrionsapparat m) — апарат для розділення рідких або твердих речовин за допомогою селективних розчинників (екстрагентів).
У залежності від взаємного напряму руху фаз розрізнюють прямотечійні, протитечійні екстрактор та зі змішаним рухом.
Процес може проходити в нерухомому, рухомому або псевдозрідженому шарі твердого матеріалу. Екстрактори бувають періодичної та безперервної дії. Останні представлені колонними апаратами, змішувачами-відстійниками і відцентровими апаратами.